# Héros de guerre (film, 2007)
Pour les articles homonymes, voir Héros de guerre.
Pour plus de détails, voir Fiche technique et Distribution.
Héros de guerre (集結號, Ji jie hao) est un film chinois produit en 2007 et réalisé par Feng Xiaogang. Il relate un passage de la guerre civile chinoise.

## Synopsis
En 1948, le capitaine Gu Zidi, vétéran de la guérilla maoïste, est envoyé retarder l'avancée des nationalistes. Malgré une résistance héroïque, pas un de ses hommes ne survit. Après avoir déposé leurs corps dans une grotte qu'il mure, il est retrouvé presque sourd, vêtu en uniforme nationaliste. Il se donne pour mission de faire honorer la mémoire de ses compagnons.
En 1951, il est engagé dans la guerre de Corée, où son courage permet l’aboutissement d'une action de bombardement, mais entraîne la perte de son œil droit.
En 1955, Gu Zidi revient dans la plaine où ses hommes ont été tués. Avec l'aide d'un colonel qu'il a sauvé, et de la femme d'un de ses compagnons, il tente de retrouver leurs corps et d'obtenir la reconnaissance du caractère héroïque de leur action.

## Distribution
- Zhang Hanyu : Gu Zidi (le capitaine de la 9° compagnie)
- Chao Deng : Zhao Erdou (un officier ami qui lui doit la vie)
- Yuan Wenkang : Wang Jincun (un lettré qu'il sauve du peloton d'exécution)
- Tang Yan : Sun Guiqin (épouse de Wang Jincun, puis de Zhao Erdou)
- Liao Fan : Jiao Dapeng
- Wang Baoqiang : Jiang Maocai (sniper)
- Hu Jun : Liu Zeshui

## Fiche technique
- Titre : Héros de guerre
- Titre original : 集結號 (Ji jie hao)
- Réalisation : Feng Xiaogang
- Scénario : Liu Heng et Jingyuan Yang
- Musique : Wang Liguang
- Photographie : Lü Yue
- Montage : Liu Miaomiao
- Production : John Chong, Feng Xiaogang, Jiang Yanming, Ren Zhonglun, Wang Tongyuan, Wang Zhongjun et Yadi Guan
- Société de production : China Film Co-Production Corporation, Huayi Brothers Media, MK Pictures, Media Asia Films et Shanghai Film Group
- Pays :  Chine et  Hong Kong
- Genre : Action, biopic, drame, historique et guerre
- Durée : 124 minutes
- Dates de sortie : 
  -  Chine : 20 décembre 2007
  -  Hong Kong : 3 janvier 2008

## Récompenses
- Prix Action Asia au 10e festival du cinéma asiatique de Deauville
- Sept nominations et meilleur acteur pour Zhang Hanyu au Golden Horse Film Festival